# Tempestade tropical Toraji (2007)
A tempestade tropical Toraji (designação internacional: 0703; designação do JTWC: 03W) foi o quarto ciclone tropical e a terceira que recebeu um nome na temporada de tufões no Pacífico de 2007. A tempestade atingiu a costa norte do Vietname e o sul da China.

## História meteorológica

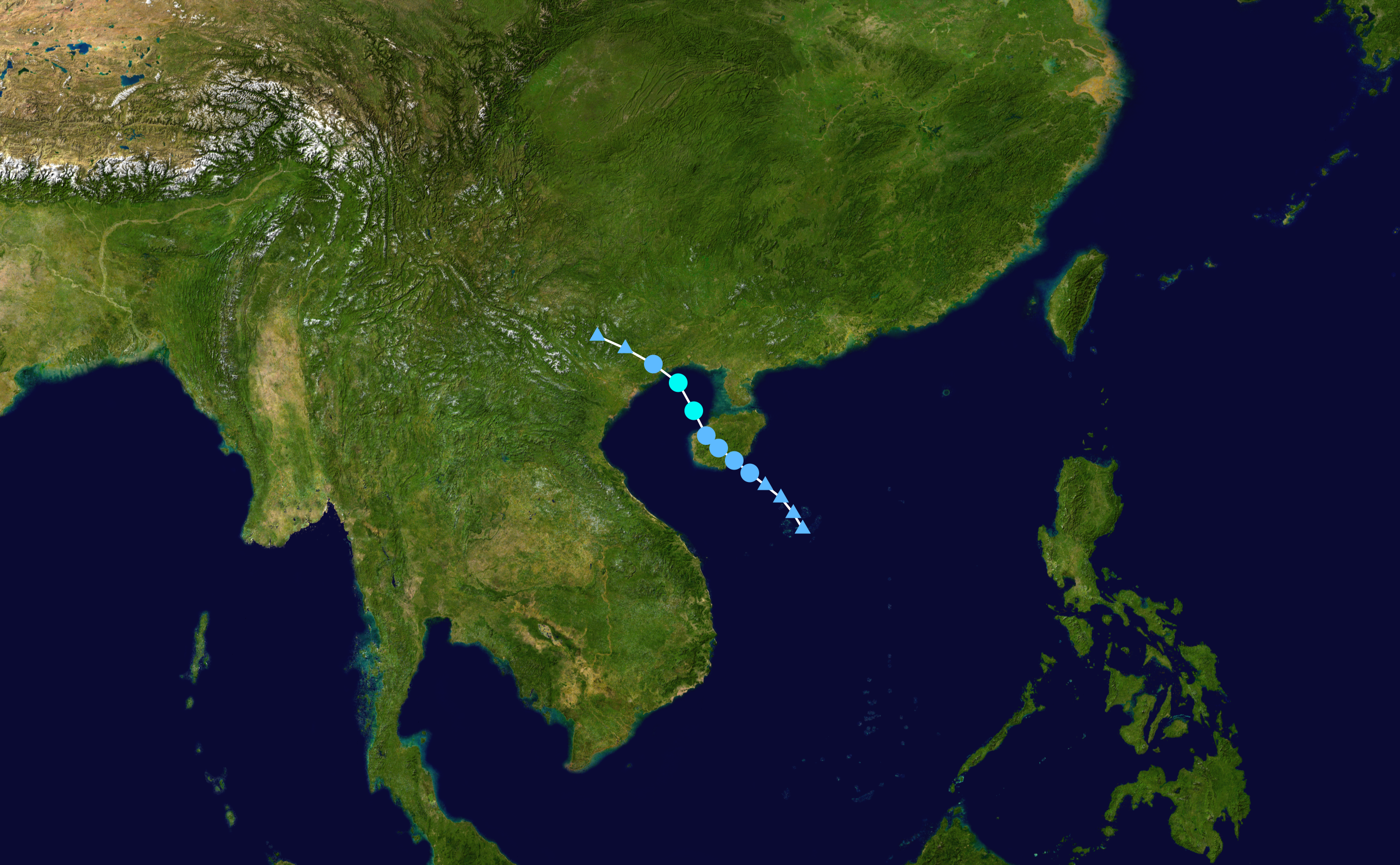
O caminho de Toraji

Toraji formou-se de uma persistente área de convecção de ar a 250 km a sudeste da ilha Hainan. Em 2 de julho O Joint Typhoon Warning Center (JTWC) emitiu um alerta de formação de ciclone tropical na manhã de 4 de julho, pois a área de convecção de ar tinha se tornado uma perturbação tropical. No final daquele dia, a perturbação foi classificada diretamente para tempestade tropical logo a sudeste da ilha Hainan, China. Pouco depois, a tempestade atingiu a ilha, próximo a Hainan Dao. A tempestade enfraqueceu-se para depressão tropical assim que atingiu a ilha. A China diz que o sistema já era uma depressão tropical desde 2 de julho. Também diz que a depressão atingiu a ilha Hainan no final daquela tarde, com ventos máximos constantes de 55 km/h e que após deixar a ilha, a sua pressão atmosférica central caiu para 988 mbar antes de atingir a costa norte do Vietnam.

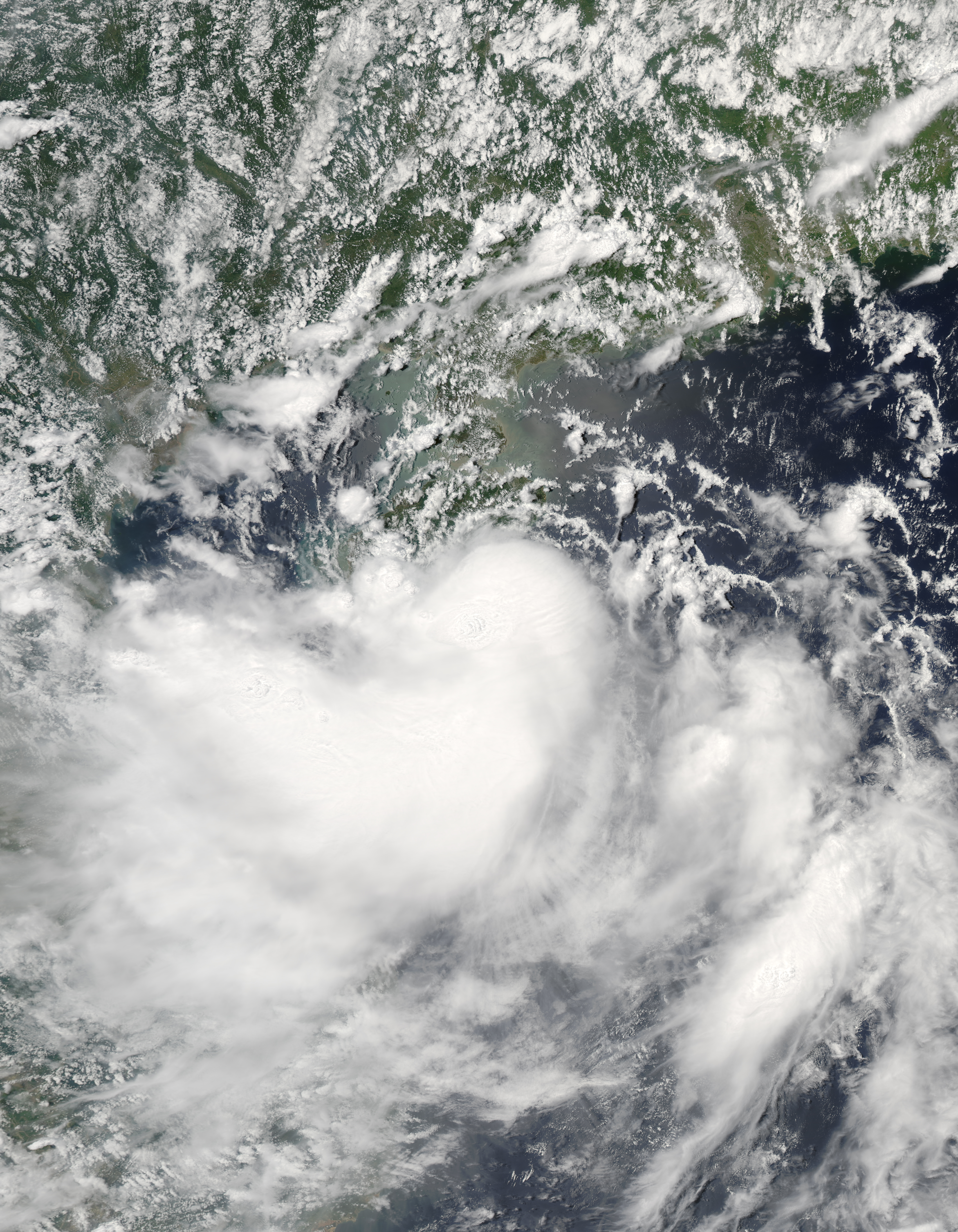
A tempestade tropical Toraji perto de atingir a ilha Hainan, China

A Agência Meteorológica do Japão (AMJ) classificou a depressão tropical como tempestade tropical Toraji na manhã de 5 de julho enquanto estava no Golfo de Tonkin, já depois de ter deixado a ilha Hainan. A tempestade seguiu para oeste-nordeste, na periferia de uma alta subtropical. O nome Toraji foi dado pela Coreia do Norte e refere-se a uma grande planta ornamental cujas flores tem o formato de sino (Platycodi radix).
Toraji atingiu a costa norte do Vietname por volta do meio-dia UTC (final da noite, horário local), não se fortalecido sobre o Golfo de Tonkin. Segundo a AMJ, a pressão atmosférica central nunca caiu para menos de 994 mbar e que sua força nunca foi além de uma tempestade tropical mínima. Assim que Toraji atingiu a costa do Vietname, o JTWC e a AMJ emitiram seus avisos finais sobre a tempestade. Toraji dissipou-se completamente por volta da meia-noite de 6 de julho sobre o sul da China.

## Preparativos e impactos
Em 2 de julho, o sistema atingiu a ilha Hainan com ventos constantes de 55 km/h, porém com pouca chuva. Na ilha, nas cidades de Sanya, no extremo sul, e na cidade de Donfang, a precipitação acumulada alcançou 150 mm.
Toraji atingiu a parte norte da província de Quang Ninh, em 5 de julho. As enchentes de curta duração destruíram plantações, rodovias, sistemas de irrigação, barragens e o fornecimento de eletricidade. Mais de 70 pessoas ficaram desabrigadas, pois suas residências entraram em colapso por causa da chuva forte. No país, os danos foram estimados em $700.000 dólares. A World Vision enviou para a região afetada alimentos, kits escolares, materiais de construção e cestas básicas.
No sul da China, o governo da província de Guangxi ordenou a retirada de 147.000 pessoas de áreas costeiras e de risco. O governo da província também emitiu avisos e recomendou a permanência de barcos de pesca nos seus ancoradouros. Em Dongxing, foram registrados ventos de 118 km/h. Total de pessoas afetadas por Toraji passou de 1,11 milhão de pessoas somente em Guangxi.
Mas em geral, os danos foram mínimos e nenhuma pessoa morreu após a passagem de Toraji.